# Oscar Heisserer
Oscar Heisserer (Schirrhein, 18 luglio 1914 – Strasburgo, 7 ottobre 2004) è stato un calciatore e allenatore di calcio francese, di ruolo centrocampista.

## Carriera
Giocò per Strasburgo, Racing Club e Lione, vincendo 3 Coppe di Francia (1939, 1940, 1945), tutte con il Racing.

## Palmarès

### Giocatore

#### Competizioni nazionali
- Coppa di Francia: 3

RC Parigi: 1938-1939, 1939-1940, 1944-1945
- Ligue 2: 1

O. Lione: 1950-1951

### Allenatore

#### Competizioni nazionali
- Ligue 2: 2

O. Lione: 1950-1951, 1953-1954